# 장멍얼
장멍얼(중국어 간체자: 张梦儿, 정체자: 張夢兒, 병음: Zhāng Mèng'er, 1987년 4월 22일 ~ )은 중국의 배우이다. 2021년 영화 "샹치와 텐 링즈의 전설"에서 쑤샤링 역으로 잘 알려져 있다.

## 사생활
장멍얼은 "샹치와 텐 링즈의 전설" 촬영 당시 만난 액션 디자이너 영 리(Yung Lee)와 2021년 5월 10일 결혼하였다. "샹치와 텐 링즈의 전설"에 같이 출연했던 시무 리우와 아콰피나를 포함한 제작 및 출연진들은 디즈니랜드에서 깜짝 결혼식 피로연을 열어주었다.

## 출연 작품

### 영화
- 샹치와 텐 링즈의 전설 (2021년) - 쑤 샤링 역